# Damien Williams
Pour les articles homonymes, voir Williams.
(en) Statistiques sur pro-football-reference
Damien Williams, né le 3 avril 1992 à San Diego, est un joueur américain de football américain.
Ce running back est actuellement agent libre. Auparavant, il a joué pour les Dolphins de Miami (2014-2017), les Chiefs de Kansas City (2018-2020), les Bears de Chicago (2021) et les Falcons d'Atlanta (2022). Il a remporté le Super Bowl LIV avec les Chiefs. Lors de ce Super Bowl, il inscrit le touchdown vainqueur du match.

## Biographie

### Carrière universitaire
Il a initialement prévu de jouer à l'université d'État de l'Arizona pour les Sun Devils, mais n'a pas le résultat requis à l'examen d'entrée. Il rejoint par conséquent l'Arizona Western College, un collège communautaire situé à Yuma, pour y jouer la saison 2011. Il rejoint par la suite les Sooners de l'université de l'Oklahoma en 2012. La saison suivante, il est exclu des Sooners pour avoir enfreint plusieurs règlements de l'équipe.

### Carrière professionnelle
Non sélectionné lors de la draft 2014 de la NFL, il signe un contrat avec les Dolphins de Miami en mai 2014 et réussit à intégrer l'effectif des 53 joueurs des Dolphins pour le début de la saison 2014. Il joue principalement sur les unités spéciales et comme relève en attaque. La saison suivante, il est principalement utilisé comme kick returner.
Après quatre saisons avec les Dolphins, il devient agent libre et signe aux Chiefs de Kansas City pour la saison 2018. Il commence la saison en étant le troisième running back de l'équipe derrière Kareem Hunt et Spencer Ware. Après que Kareem Hunt soit libéré durant la saison, Williams voit son rôle s'accroître. Il supplante Spencer Ware et devient titulaire lors des trois dernières parties du calendrier régulier ainsi que durant les éliminatoires. Après une partie au cours de laquelle il court pour 103 yards face aux Seahawks de Seattle durant la 16e semaine, il prolonge de deux ans son contrat avec les Chiefs.
Il est maintenu titulaire pour le début de la saison 2019, mais partage son temps de jeu avec le vétéran LeSean McCoy. Durant la 9e semaine contre les Vikings du Minnesota, il marque un touchdown après une course de 91 yards, égalant le record d'équipe du plus long touchdown à la course détenu par Jamaal Charles. Il s'illustre lors de la phase éliminatoire, en marquant trois touchdowns lors du tour de division face aux Texans de Houston, puis aide les Chiefs à atteindre le Super Bowl après avoir battu les Titans du Tennessee en match de championnat AFC. Il est un élément clef de la victoire des Chiefs lors du Super Bowl LIV contre les 49ers de San Francisco : il marque deux touchdowns, un touchdown en réceptionnant une passe de Patrick Mahomes qui permet aux Chiefs de mener au score durant le quatrième quart-temps et un touchdown par une course de 38 yards qui consolide la victoire à son équipe, sur le score de 31 à 20.
Les Chiefs annoncent le 29 juillet 2020 que Williams ne prendra pas part à la saison 2020 en raison de la pandémie de Covid-19. Le lendemain, il déclare à la radio qu'il a plutôt choisi de ne pas jouer la saison afin de rester au chevet de sa mère, atteinte d'un cancer.

## Statistiques
| Année              | Équipe                | MJ                 |             | Courses     | Courses     | Courses     | Courses |       | Passes réceptionnées | Passes réceptionnées | Passes réceptionnées | Passes réceptionnées |  | Fumbles | Fumbles |
| Année              | Équipe                | MJ                 | Nb.         | Yards       | Moy.        | TD          | Nb.     | Yards | Moy.                 | TD                   | Nb.                  | Perdus               |  |         |         |
| 2014               | Dolphins de Miami     | 16                 | 36          | 122         | 3,4         | 0           | 21      | 187   | 8,9                  | 1                    | 0                    | 0                    |  |         |         |
| 2015               | Dolphins de Miami     | 16                 | 16          | 59          | 3,7         | 0           | 21      | 142   | 6,8                  | 1                    | 2                    | 1                    |  |         |         |
| 2016               | Dolphins de Miami     | 15                 | 35          | 115         | 3,3         | 3           | 23      | 249   | 10,8                 | 3                    | 1                    | 1                    |  |         |         |
| 2017               | Dolphins de Miami     | 11                 | 46          | 181         | 3,9         | 0           | 20      | 155   | 7,8                  | 1                    | 0                    | 0                    |  |         |         |
| 2018               | Chiefs de Kansas City | 16                 | 50          | 256         | 5,1         | 4           | 23      | 160   | 7                    | 2                    | 1                    | 1                    |  |         |         |
| 2019               | Chiefs de Kansas City | 11                 | 111         | 498         | 4,5         | 5           | 30      | 213   | 7,1                  | 2                    | 1                    | 1                    |  |         |         |
| 2020               | Chiefs de Kansas City |                    | Ne joue pas | Ne joue pas | Ne joue pas | Ne joue pas |         |       |                      |                      |                      |                      |  |         |         |
| Totaux en carrière | Totaux en carrière    | Totaux en carrière | 294         | 1 231       | 4,2         | 12          | 138     | 1 106 | 8                    | 10                   | 5                    | 4                    |  |         |         |